# Tim Thompson
Tim Thompson (* 12. April 1913; † 22. Juli 1989) war ein australischer Badmintonspieler. 

## Karriere
Tim Thompson gewann 1935 und 1939 bei den australischen Meisterschaften die Mixedkonkurrenz. 1936 und 1947 siegte er im Herreneinzel. 1987 wurde er in die Tasmanian Sporting Hall of Fame aufgenommen.

## Sportliche Erfolge
| Saison | Veranstaltung                     | Disziplin    | Platz | Name                      |
| ------ | --------------------------------- | ------------ | ----- | ------------------------- |
| 1936   | Australien: Einzelmeisterschaften | Mixed        | 1     | Tim Thompson / N. Wing    |
| 1936   | Australien: Einzelmeisterschaften | Herreneinzel | 1     | Tim Thompson              |
| 1939   | Australien: Einzelmeisterschaften | Mixed        | 1     | Tim Thompson / Mavis Wray |
| 1947   | Australien: Einzelmeisterschaften | Herreneinzel | 1     | Tim Thompson              |